# Protyparcha
Protyparcha és un gènere monotípic d'arnes de la família Crambidae. Conté una sola espècie, Scaphodes Protyparcha, que és endèmica de Nova Zelanda, on només es coneix a les Illes Auckland. Tant el gènere com l'espècie van ser descrites per Edward Meyrick el 1909.